# بالجيناك
بالجيناك أو بافلجيناك (بالكرواتية: Bavljenac) هي جزيرةٌ كرواتية تقع في البحر الأدرياتيكي ضمن أرخبيل شيبينيك. تتخذ الجزيرة شكلًا مدورًا، وتبلغ مساحتها 0.14 كيلومترًا مربعًا، وأقصى ارتفاعٍ لها هو 39 مترًا، كما أنها غيرُ مأهولةٍ بالسكان. تتخذ الجزيرة شكل بصمة الإصبع عند مشاهدتها من الأعلى (رؤية جوية).
تمتلك هذه الجزيرة خصوصيةً في أنها مُغطاةً بشكلٍ كاملٍ بشبكةٍ من الجدران الحجرية الجافة، والتي كانت قد بُنيت في القرن التاسع عشر؛ وذلك لحماية كروم العنب من الرياح، إضافةً إلى تحديد مساحات المُلاك المختلفين.